# 観光橋
観光橋（かんこうばし）は、広島県広島市の八幡川にかかる道路橋。

## 概要
橋名の由来は下記歴史参照。京橋・栄橋・比治山橋・猿猴橋・荒神橋と共に、現存する被爆橋梁の1つである。ちなみに、その中では爆心地から一番遠い。
市内方向から宮島街道に入って1番目の橋であり、太田川水系で太田川放水路へ流れ出る八幡川（はちまんがわ）に架かる橋である。近くにJR西広島駅および広電西広島（己斐）駅がある。

## 諸元
- 路線名 : 広島市道西3区82号線（宮島街道）[1][3]
- 竣工 : 1937年（昭和12年）11月[1][2]
- 橋長 : 9.8m[2]
- 幅員 : 22m[2]（20.4m[3]）
- 構造形式 : PC桁橋[2]

日本初のプレストレスト・コンクリート橋（PC橋）は1951年（昭和26年）架橋であるため、ここでのPCとはプレキャストコンクリートを指す。

## 歴史
元々この道は、1930年代昭和恐慌以降の失業対策として全国で行われた道路整備計画の一つであり、広島市内から観光名所である厳島（宮島）を結ぶ道路として整備されたものである。当時は「宮島沿線観光道路」「宮島対岸観光道路」「宮島観光道路」あるいは単に「観光道路」と呼ばれていた。内務省直轄工事として、1931年から1932年まで第1期工事が宮島口-五日市間で、1932年から1933年まで第2期工事が五日市-井口間で行われた。
井口から己斐までは草津漁港整備（現在の草津公園付近が当時の漁港）の兼ね合いから休止となっており不便であったところへ、広島県が事業申請し1934年（昭和9年）から工事が始まった。この橋はその時に整備された橋であり、1937年（昭和12年）11月鉄筋コンクリート橋として架橋され、橋名の由来はこの観光道路からきている。
1945年（昭和20年）8月6日広島市への原子爆弾投下により被爆、爆心地より約2.56kmに位置した。落橋もなく、具体的な被害もなかった。この道は被爆者が西へと逃げる避難路として利用されている。また、この地は被爆当日1時間近く降り続いた黒い雨の降雨区域であり、この橋の下で雨宿りをして過ごした人物もいる。
戦後すぐ、西広島駅からこの付近まで道路上で広島市により公設市場が設けられ、多数の人々でごった返した。
戦前・戦中はこの道路は国道2号 となっていたが、戦後新広島バイパス・西広島バイパス整備に伴い市道となり主要幹線道路が移ったが、現在でも交通量は多い。天皇盃全国都道府県対抗男子駅伝競走大会での1区コースでもある。

## 参考資料
- 広島市『広島原爆戦災誌』（PDF）（改良版）、2005年（原著1971年）。2015年1月20日閲覧。